# Raúl Fernández

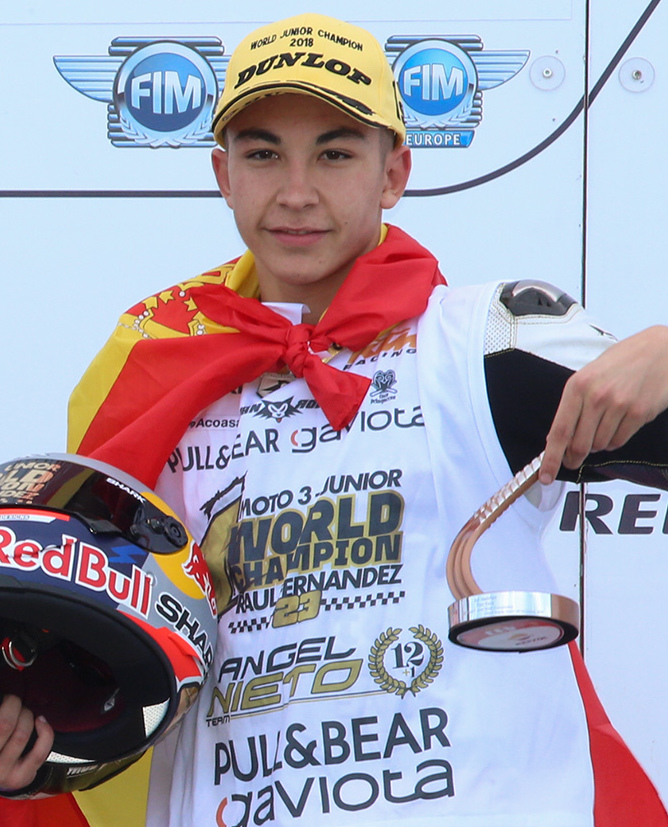
Raúl Fernández som nybliven juniorvärldsmästare 2018.

Raúl Fernández född 23 oktober 2000 i Madrid, är en spansk roadracingförare. Han kör i MotoGP-klassen i världsmästerskapen i Grand Prix Roadracing. Fernández har startnummer 25.

## Tävlingskarriär
Fernández började sin tävlingskarriär inom motorcykelsport vid elva års ålder. Säsongen 2016 blev han trea i Red Bull MotoGP Rookies Cup. Han vann också ett heat i junior-vm i Moto3 och gjorde VM-debut i Valencias Grand Prix. Säsongen 2017 bjöd inte på några framstående resultat, men 2018 blev Fernández juniorvärldsmästare i Moto3. Till säsongen 2019 blev han ordinarie förare i Moto3-klassen där han körde en KTM för Aspar Team. Fernández fortatte i Moto3-klassen 2020, men nu för Ajo Motorsport.

## Framskjutna placeringar
Uppdaterad till 2021-06-12.
| Nr | Grand Prix | År   |
| -- | ---------- | ---- |
| 1  | Portugal   | 2021 |
| 2  | Frankrike  | 2021 |

| Nr | Grand Prix | År   |
| -- | ---------- | ---- |
| 1  | Italien    | 2021 |
| 2  | Katalonien | 2021 |

| Nr | Grand Prix | År   |
| -- | ---------- | ---- |
| 1  | Doha       | 2021 |

| Nr | Grand Prix | År   |
| -- | ---------- | ---- |
| 1  | Europa     | 2020 |

| Nr | Grand Prix | År |
| -- | ---------- | -- |

| Nr | Grand Prix | År   |
| -- | ---------- | ---- |
| 1  | Aragonien  | 2020 |
| 2  | Valencia   | 2020 |